# Camille Jenatzy
Camille Jenatzy (Schaarbeek, 4 november 1868 – Habay-la-Neuve, 7 december 1913) was een Belgische autocoureur, vooral bekend doordat hij drie keer het wereldsnelheidsrecord op land verbrak.

## Afkomst en opleiding
Jenatzy werd geboren als zoon van Constant Jenatzy (1842-1904), een industrieel van Hongaarse afkomst die zich bezighield met fabricage van rubberproducten, met name banden. De fabriek was gevestigd in de Stephensonstraat 10 in Schaarbeek.
Jenatzy behaalde zijn ingenieursdiploma en vertrok naar Parijs. Hij was geïnteresseerd in elektrische aandrijving en begon een bedrijf dat elektrische taxi's produceerde.

## Recordjacht

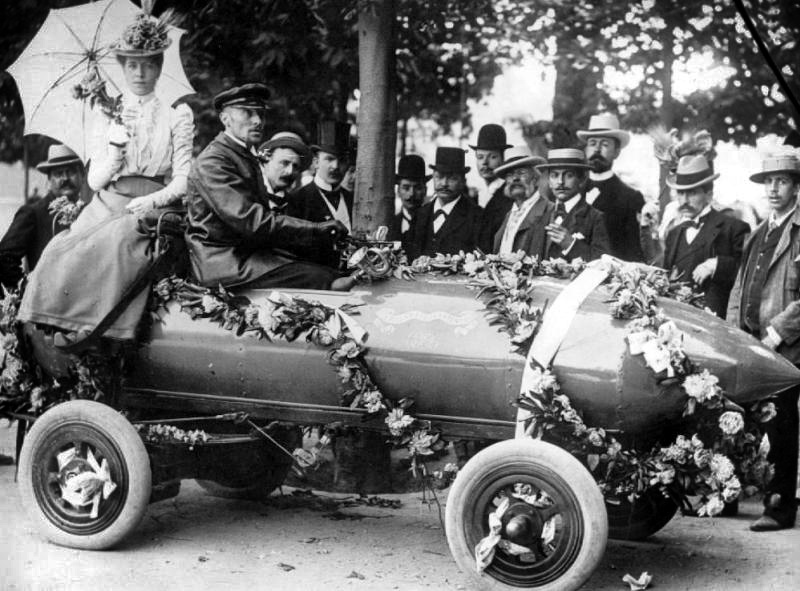
Jenatzy en zijn vrouw vieren zijn derde record

Toen hij hoorde dat het tijdschrift La France Automobile coureurs uitdaagde het wereldsnelheidsrecord te verbeteren, dacht hij dat dit mooie reclame voor zijn bedrijf zou kunnen zijn. Het record stond op dat moment op naam van wielrenner Albert Champion die een kilometer had afgelegd in 66 seconden.
Op 17 januari 1899 daagde Jenatzy zijn grote rivaal, graaf Gaston de Chasseloup-Laubat, uit voor een duel. Hij vertrok als eerste en wist in het Parc d'Agricole van Achères een snelheid van ongeveer 66,6 km/u over de vliegende kilometer te behalen. Hij reed in een elektrische CGA Dogcart. Nauwelijks een uur later nam Gaston de Chasseloup-Laubat het record terug: zijn Jeantaud overschreed de kaap van de 70 km/u.
Jenatzy gaf niet op. Hij vroeg een re-match. Deze vond plaats op 27 januari en verliep in het voordeel van Jenatzy. Hij behaalde 80,35 km/u, terwijl Chasseloup moest opgeven wegens een verbrande motor. Op 4 maart slaagde Chasseloup er echter in om het record fors scherper te stellen (92,78 km/u).

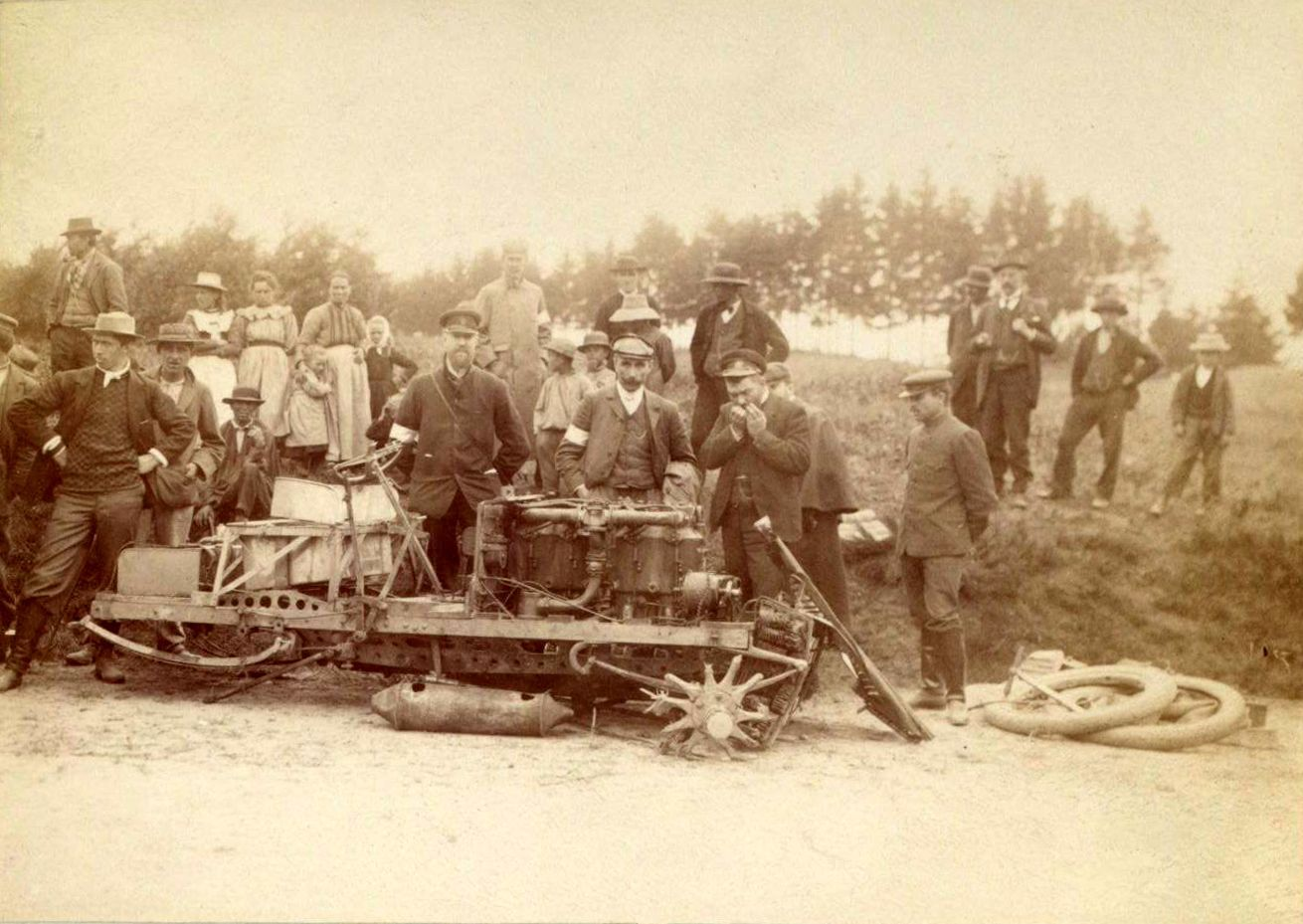
Jenatzy naast zijn gecrashte auto

Om de onhaalbaar geachte grens van 100 km/u te doorbreken, ontwierp Jenatzy een volledig nieuwe auto: La Jamais Contente ("De Nooit Tevreden"). Bij zijn derde en laatste recordpoging, op 29 april 1899, behaalde Jenatzy een snelheid van 105,88 km/u. Zijn Jamais Contente was het eerste voertuig ter wereld dat sneller ging dan 100 km/u. De Chasseloup-Laubat gaf verdere pogingen op. Jenatzy behield het record drie jaar, tot Léon Serpollet het in 1902 verbrak in een stoomauto.
Jenatzy bleef actief als coureur. In 1902 nam hij deel aan het Circuit des Ardennes. Hij kreeg te maken met een klapband aan hoge snelheid maar overleefde de crash als bij wonder. Zijn vuurrode baard en halsbrekende rijstijl leverden hem de bijnaam "rode duivel" op. Het volgende jaar won hij met een geleende 60 pk Mercedes de Gordon Bennett Cup in Athy, Ierland. Dit was een befaamde landencup waaraan hij al eerder had deelgenomen. In de editie van 1904 werd hij tweede, nadat hij bijna geraakt was door een aanstormende trein.

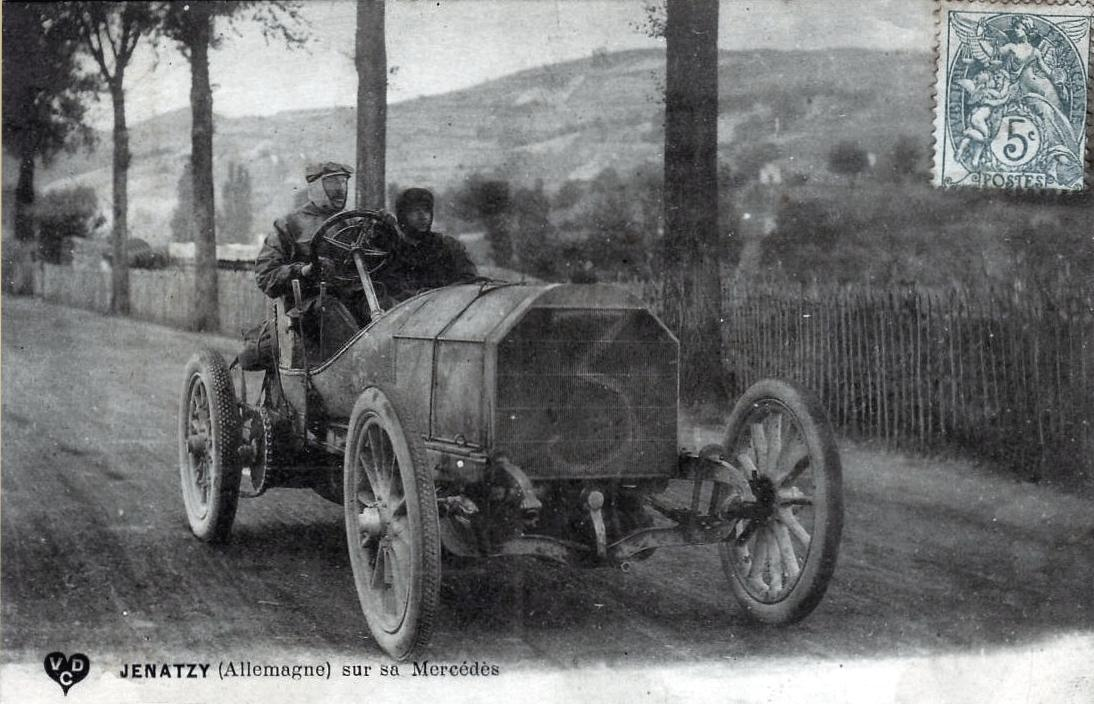
Jenatzy in de winnende Mercedes tijdens de Gordon Bennett Cup

Hierna waren zijn snelheid en durf een beetje verdwenen. Na de dood van zijn vader nam hij ook de Schaarbeekse bandenfabriek in handen (1904). In 1909 haalde hij in Oostende met een Mercedes een snelheid van meer dan 200 km/u.

## Jachtongeluk
Jenatzy kwam op 45-jarige leeftijd om het leven door een jachtongeluk bij Habay-la-Neuve. Volgens een romantisch verhaal was hij bij wijze van grap in de struiken gekropen om een wild zwijn te imiteren. Zijn geknor zou zo overtuigend zijn geweest dat zijn vriend Alfred Madoux, directeur van de krant l'Etoile Belge, vuurde en Jenatzy in het dijbeen trof. De kogel met explosieve lading zorgde voor hevig bloedverlies. Jenatzy werd per auto naar de dichtstbijzijnde arts gebracht, maar stierf onderweg. Daarmee ging het voorgevoel dat hij met vrienden had gedeeld alsnog in vervulling: hij was gestorven in een Mercedes. Het bericht van zijn overlijden haalde o.a. The New York Times. 
Madoux kon civiele vervolging voorkomen door een schadevergoeding te betalen aan de nabestaanden. Hij moest echter nog wel terechtstaan. Hem werd onopzettelijk doden ten laste gelegd.
Tijdens de rechtszitting kwam naar voren dat het ongeluk zich tijdens de schemering had voorgedaan. Van het imiteren van een wild zwijn werd niet gesproken. Madoux had op een ree geschoten en daarbij Jenatzy getroffen die onvoorzichtig was geweest en zich in het schootsveld had begeven.